# Прая Бранка (футбольний клуб)
Футебул Клубе Прая Бранка або просто Прая Бранка (порт. Futebol Clube Praia Branca) — аматорський кабовердійський футбольний клуб з поселення Прая Бранка, на острові Сан-Ніколау.

## Історія клубу
Аматорський футбольний клуб «Прая Бранка» було засновано з ініціативи Орланду Родрігеша 19 липня 1998 року в поселенні Прая Бранка на острові Сан-Ніколау. Метою клубу є не лише розвиток спорту серед молоді, але й пропаганда традиційної народної культури. В основному клуб робить ставку на місцевих виконавців. За весь час свого існування клуб не здобув жодного титулу.
Крім футбольної секції, в клубі ще є баскетбольна та легкоатлетична.

## Історія виступів у чемпіонатах та кубках
| Сезон   | Див | Міс | Очок | Іг | В | Н | П | ЗМ | ПМ | РМ  |
| 2013-14 | 2   | 4   | 24   | 14 | 7 | 3 | 4 | 23 | 21 | +2  |
| 2014-15 | 2   | 7   | 8    | 13 | 1 | 5 | 7 | 8  | 18 | -10 |